# Henri Matisse
Henri Matisse født Henri-Émile-Benoît Matisse (fransk: [ɑ̃ʁi emil bənwɑ matis] (født 31. december 1869, død 3. november 1954) var en fransk maler og grafiker. Han var kendt for både sin brug af farve samt sine omskiftelige og originale tegnekunst. Han var tegner, grafiker og skulptør, men kendes i dag primært som maler.
Matisse anses normalt, sammen med Pablo Picasso og Marcel Duchamp, som én af de tre kunstnere, som bidrog til at definere de nye udviklinger inden for de plastiske kunstformer i de første årtier af det 20. århundrede, og dermed som ansvarlig for store udviklinger inden for maleri og skulptur.
Selvom han i begyndelsen kaldtes en "Fauve" (et vildt bæst), blev han i 1920’erne i stigende grad hyldet som vogter af den klassiske tradition inden for fransk malerkunst. Hans beherskelse af farvens og tegningens udtryksfulde sprog illustreret gennem et livsværk, der løber over et halvt århundrede, vandt ham anerkendelse som en førende figur i moderne kunst.

## Hans tidlige liv og uddannelse
Matisse blev født i Le Cateau-Cambrésis, i Nord departementet i det nordlige Frankrig som ældste søn af en kornhandler. Han voksede op i Bohain-en-Vermandois, Picardie, Frankrig. I 1887 tog han til Paris for at studere jura, og han fik arbejde som assistent ved domhuset i Le Cateau-Cambrésis efter endt eksamen. Han begyndte at male i 1889, efter at hans moder havde bragt ham maleredskaber, da han restituerede efter et angreb af blindtarmsbetændelse. Han opdagede “en form for paradis”, som han senere beskrev det, og han besluttede sig for at blive kunstner - og skuffede dermed sin fader dybt.
I 1891 vendte han tilbage til Paris for at studere kunst på Académie Julian og blev elev hos William-Adolphe Bouguereau og Gustave Moreau. I begyndelsen malede han stilleben- og landskabsmalerier i traditionel stil, hvor han opnåede rimelige færdigheder. Matisse var påvirket af tidligere mestres kunst; såsom Jean-Baptiste-Siméon Chardin, Nicolas Poussin, og Antoine Watteau, såvel som af moderne kunstnere og kunstformer; fx Édouard Manet og japansk kunst. Chardin var én af de kunstnere, som Matisse beundrede mest; som kunststuderende lavede han kopier af fire af Chardins værker fra Louvre. I 1896 og 1897 besøgte Matisse den australske maler John Peter Russell på øen Belle Île ud for Bretagnes kyst. Russell introducerede ham til impressionismen og til van Goghs værker, som var én af Russells venner, men komplet ukendt i samtiden. Matisses stil ændrede sig fuldstændigt. Han udtalte senere, at “Russell havde været hans lærer, og han havde forklaret ham farveteori”.
I 1896 udstillede Matisse fem malerier på salonen Société Nationale des Beaux-Arts, hvoraf to af disse blev købt af staten.
Sammen med modellen Caroline Joblau fik han datteren Marguerite, som blev født i 1894. I 1898 giftede han sig med Amélie Noellie Parayre, og de to opfostrede Marguerite og fik sammen yderligere to sønner; Jean (født i 1899) og Pierre (født i 1900). Marguerite og Amélie stod ofte model for Matisse.
I 1898, efter råd af Camille Pissarro, tog Matisse til London for at studere J.M.W. Turners malerier og tog derfra på en tur til Korsika. Da han vendte tilbage til Paris i februar 1899, arbejdede han sammen med Albert Marquet og mødte her André Derain, Jean Puy og Jules Flandrin.
Matisse fordybede sig i andres kunst og kom i gæld, da han købte værker af de kunstnere, han beundrede. De værker han udstillede i sit hjem inkluderede en gipsbuste af Rodin, et maleri af Gauguin, en tegning af Van Gogh og Cézannes Three Bathers. I Cézannes sans for billedlig struktur og farve fandt Matisse sin største inspiration. Mange af Matisses malerier fra 1898 til 1901 gør brug af en divisionistisk teknik, som han tilegnede sig efter at have læst Paul Signacs essay "D'Eugène Delacroix au Néo-impressionisme". Hans malerier fra perioden 1902-03, en periode med betragtelig materiel nød for kunstneren, er forholdsvis dystre og viser en stor optagethed af form. Efter hans første forsøg med skulptur, en kopi af Antoine-Louis Baryes værk, viede han nu sin tid til arbejdet med ler, og han færdiggjorde The Slave i 1903.

## Fauvisme
Fauvisme begyndte som stil omkring 1900-tallet og fortsatte efter 1910. Bevægelsen holdt som sådan kun et par år, fra 1904 til 1908, og havde tre udstillinger. Bevægelsens ledere var Matisse og André Derain, det kan dog diskuteres, hvorvidt bevægelsen skulle ses som en egentlig sammenslutning. Matisses første soloudstilling var på Ambroise Vollards galleri i 1904, dog uden stor succes. Hans forkærlighed for klare og ekspressive farver blev mere udtalte, efter at han tilbragte sommeren 1904 i St.Tropez med neo-impressionisterne Signac og Henri-Edmond Cross. Det år malede han det vigtigste af sine værker i den ny-impressionistiske stil: Luxe, Calme et Volupté. I 1905 rejste han igen sydpå for at arbejde med André Derain i Collioure. Hans malerier er i denne periode karakteriseret af flade former og kontrollerede linjer og brug af pointillisme i mindre streng grad end før.
Matisse og en gruppe kunstnere nu kendt som "Fauves" (de vilde dyr) udstillede sammen i et rum på Salon d'Automne i 1905. Malerierne udtrykte følelser med vilde og ofte uharmoniske farver - uden hensyntagen til det portrætteredes naturlige farver. Matisse viste Open Window og Woman with the Hat på Salonen i Paris. Kritikeren CLouis Vauxcelles beskrev værket med betegnelsen "Donatello parmi les fauves!" (Donatello blandt de vilde dyr!) og refererede dermed til en Renaissance skulptur, som delte rum med udstillingen. Hans kommentar blev bragt d. 17. oktober 1905 i Gil Blas, en daglig avis, og overgik hermed til populær sprogbrug. Udstillingen høstede hård kritik - “En bøtte maling er blev kastet i hovedet på offentligheden”, udtalte kritikeren Camille Mauclair - men også imødekommende opmærksomhed. Da Matisses Women with a Hat blev solgt til Gertrude og Leo Stein (dét maleri, der var genstand for særlig fordømmelse), steg den forsvarsberedte kunstners kampånd betydeligt.
Matisse blev sammen med André Derain anerkendt som lederne af Fauves, og de to var venskabelige rivaler, hver med deres egne følgere. Andre medlemmer var Georges Braque, Raoul Dufy og Maurice de Vlaminck. Symbolistmaleren Gustave Moreau (1826-1898) var bevægelsens foregangsmand. Som professor ved École des Beaux-Arts i Paris, opfordrede han sine elever til at tænke udenfor formalitetens linjer og i stedet følge deres visioner. I en artikel udgivet i La Falange i 1907, der kommenterede Matisse, skrev Guillaume Apollinaire, at “Vi er ikke her i nærværet af et ekstravagant eller ekstremistisk foretagende: Matisses kunst er fænomenalt fornuftig.” Men Matisses værker fra perioden mødte også heftig kritik, og det var svært for ham at brødføde familien. En kopi af hans maleri Nu bleu (1907) blev brændt ved Armory Show i Chicago i 1913.
Fauvistbevægelsens tilbagegang efter 1906 berørte ikke Matisses karriere; mange af hans fineste værker blev skabt mellem 1906 og 1917, da han var en aktiv del af den store koncentration af kunstnerisk talent i Montparnasse, selvom han ikke helt passede ind med sit konservative udseende og strenge arbejdsform.
Han fortsatte med at lade sig inspirere af nye strømninger. Han rejste til Algeriet i 1906, hvor han studerede afrikansk kunst og primitivisme. Efter at have set en stor udstilling med islamisk kunst i München i 1910, tilbragte han to måneder i Spanien med at studere maurisk kunst. Han besøgte Marokko i 1912 og igen i 1913, og mens han malede i Tanger, foretog han adskillige ændringer til sine værker, inklusiv brugen af sort som farve. Virkningen på Matisses kunst var en ny dristighed i brugen af intens ubearbejdet farve, som i L'Atelier Rouge (1911).
Matisse havde en længerevarende tilknytning til den russiske kunstsamler Sergei Shchukin. Matisse skabte ét af sine hovedværker, La Danse, specielt til Shchukin som del af en to-værks bestilling, hvor det andet værket var Music, 1910. En tidlig version af La Danse (1909) findes i The Museum of Modern Arts samling i New York.

## Gertrude Stein, Académie Matisse og Cone-søstrene
Omkring april 1906 mødte Matisse Pablo Picasso, som var 11 år yngre end Matisse. De to blev livslange venner, såvel som rivaler, og sammenlignes ofte. En stor forskel imellem de to er, at Matisse tegnede og malede ud fra naturen, hvorimod Picasso var mere tilbøjelig til at arbejde ud fra fantasien. Begge kunstnere malede oftest kvinder og stilleben, men Matisse hældede mod at placere sine figurer i realistiske interiører.
Matisse og Picasso blev først bragt sammen i Gertrude Steins og hendes ledsagerske Alice B. Toklas parisersalon. I det første årti af det 20. århundrede var amerikanerne i Paris (Gertrude Stein, hendes brødre Leo Stein, Michael Stein og Michaels kone Sarah) vigtige samlere og støtter af Matisses kunst. Derudover blev Gertrude Steins to amerikanske venner fra Baltimore, Cone-søstrene Claribel og Etta, store mæcener for Matisse og Picasso, og de indsamlede hundredvis af deres malerier og tegninger. Cone-samlingen er nu udstillet på Baltimore Museum of Art.
Mens adskillige kunstnere besøgte Steins salon på 27 rue de Fleurus, blev størstedelen af disse ikke fremvist blandt værkerne på væggene. Imens Renoirs, Cézannes, Matisses og Picassos værker dominerede Leo og Gertrude Steins samling, omfavnede Sarah Steins samling specielt Matisse.
Som jævnaldrende med Leo og Gertrude Stein blev Matisse og Picasso del af deres sociale cirkel og deltog fast i soiréerne, der foregik lørdagsaftener på 27 Rue des Fleurus.
Gertrude forklarede forløbet på lørdagsaften-salonerne med Matisses voksende status:
“Oftere og oftere begyndte folk at komme på besøg for at se Matisses malerier - og Cézannes; Matisse tiltrak folk, alle tog nogle med, og de kom når som helst, og det begyndte at blive generende, og det var på denne måde, at lørdagsaftener begyndte."
Blandt Pablo Picassos bekendte, som også deltog i disse lørdag aften arrangementer, var: Fernande Olivier (Picassos elskerinde), Georges Braque, André Derain og poeterne Max Jacoband, Guillaume Apollinaire, Marie Laurencin (Apollinaires elskerinde og selv kunstner) samt Henri Rousseau. Hans venner organiserede og finansierede The Académie Matisse i Paris, en privat og ikke-kommerciel skole, hvor Matisse underviste unge kunstnere. Den var åben fra 1907 til 1911. Initiativet til akademiet kom fra Steinerne og Dômiererne, med involvering fra Hans Purrmann, Patrick Henry Bruce og Sarah Stein. Matisse tilbragte syv måneder i Marokko fra 1912 til 1913, hvor han producerede omkring 24 malerier og adskillige tegninger. Hans senere maleriers hyppige orientale temaer, såsom haremskvinder, kan spores til denne periode.

## Efter Paris
I 1917 flyttede Matisse til Cimiez på den franske Riviera, en finere bydel i Nice. Hans værker i årtiet efter denne flytning viser en afslappet og blødere tilgang. Denne “tilbagevenden til orden” (kunstretning) er karakteristisk for meget af kunsten i tiden efter 1. Verdenskrig og kan sammenlignes med Picassos og Stravinskys nyklassicisme såvel som Dérains tilbagevenden til traditionalisme. Matisses orientale malerier af haremskvinder er karakteristiske for denne periode; men mens disse værker var populære, fandt flere samtidige kritikere dem overfladiske og rent dekorative.
I de sene 1920’ere indgik Matisse igen i aktive samarbejder med andre kunstnere. Han arbejdede ikke blot med franskmænd, hollændere, tyskere og spaniere, men også med et par amerikanere og nye amerikanske immigranter.
Efter 1930 dukkede en ny energi og en dristigere forenkling op i hans værker. Den amerikanske kunstsamler Albert C. Barnes overbeviste ham om at producere et stort vægmaleri til Barnes Foundation, som blev til The Dance II, der var færdigt i 1932. Fonden ejer adskillige andre Matisse malerier. I maleriet Large Reclining Nude (1935) kan både denne bevægelse imod forenkling samt et glimt af hans kommende cutout-teknik ses. Matisse arbejdede på dette maleri i adskillige måneder og dokumenterede processen med en serie af 22 fotografier, som han sendte til Etta Cone.

## Krigsårene
Matisses kone Amélie, som mistænkte ham for at have en affære med hendes unge russiske kompagnon Lydia Delectorskaya, afsluttede deres 41 år lange ægteskab i juli 1939 og delte dermed deres ejendele ligeligt imellem dem. Delectorskaya forsøgte at begå selvmord ved at skyde sig selv i brystet, dog overlevede hun bemærkelsesværdigt uden nogle seriøse men og vendte i stedet tilbage til nu enlige Matisse. Hun arbejdede med ham til hans dages ende ved at styre husstanden, betale regningerne, maskinskrive hans korrespondancer, holde omhyggelige optegnelser, assistere i atelieret og koordinere hans forretningsanliggender.
Matisse besøgte Paris, da nazisterne invaderede Frankrig i juni 1940, men det lykkedes ham at returnere til Nice. Hans søn Pierre, der på daværende tidspunkt var galleriejer i New York, tiggede ham om at flygte, mens det stadigt var muligt. Matisse var faktisk på vej til Brasilien for at flygte fra besættelsen, men ændrede pludselig mening og forblev i Nice, i Vichy Frankrig.
“Det forekom mig, at jeg ville desertere,” skrev han til Pierre i september 1940. “Hvis alle med nogen værdi forlader Frankrig, hvad er der så tilbage af Frankrig?” Selvom han aldrig var del af modstandsbevægelsen, blev det et stolthedssymbol for de besatte franskmænd, at én af deres største kunstnere besluttede at blive, selvom han selvfølgelig som ikke-jødisk havde den mulighed.
Imens nazisterne besatte Frankrig fra 1940-1944, var de mildere i deres angreb på “degenereret kunst”, end de var i de tysktalende nationer under militærdiktaturet. Matisse blev tilladt at udstille sammen med andre tidligere fauves og kubister, som Hitler til at begynde med havde hævdet at foragte. Der var dog ingen jødiske kunstnere at finde, eftersom deres værker var blevet fjernet fra alle franske museer og gallerier. Alle franske kunstnere, der udstillede i Frankrig, skulle underskrive en ed, der fastslog deres “ariske” status - inklusiv Matisse. Matisse arbejdede også som grafisk kunstner og producerede sort-hvid illustrationer til adskillige bøger samt over éthundrede originale litografier på Mourlot Studios i Paris.
I 1941 blev Matisse diagnosticeret med kræft i 12-fingertarmen. Den efterfølgende operation resulterede, på trods af at være vellykket, i seriøse komplikationer af hvilke, han næsten døde. Ved at være sengeliggende i tre måneder udviklede han en ny kunstform ved brug af papir og saks (se følgende sektion).
Samme år svarede en sygeplejerskestuderende ved navn Monique Bourgeois på en annonce, Matisse havde indrykket, hvori han efterspurgte en sygeplejerske. Et platonisk venskab udviklede sig imellem Matisse og Bourgeois. Han opdagede, at hun var amatørkunstner, og han underviste hende i perspektiv. Efter Bourgeois forlod stillingen for at gå i kloster i 1944, kontaktede Matisse hende til tider for at få hende til at stå model for ham. Bourgeois blev dominikansk nonne i 1946, og Matisse malede et kapel i Vence, en lille by han flyttede til i 1943, til ære for hende. (Se nedenstående sektion, "Kapellet og museet").
Matisse forblev for det meste isoleret i Sydfrankrig igennem krigen. Ikke desto mindre var hans familie dybt involveret i den franske modstandsbevægelse. Hans søn Pierre, galleriejeren i New York, hjalp de jødiske og antinazistiske kunstnere, som han repræsenterede, med at komme til USA. I 1942 holdt han en udstilling i New York, “Kunstnere i Eksil”, som skulle blive legendarisk. Matisses fremmedgjorte kone, Amélie, var sekretær for den franske undergrundsbevægelse og sad seks måneder i fængsel. Matisse blev chokeret, da han erfarede, at datteren Marguerite, som havde været aktiv i modstandsbevægelsen under besættelsen, var blevet tortureret (næsten til døde) af Gestapo i et fængsel i Rennes og skulle sendes til Ravensbrück koncentrationslejren i Tyskland. Det lykkedes Marguerite at flygte fra toget på vej mod Ravensbrück, som holdt standset pga. et luftangreb fra de allieredes side. Hun overlevede i skoven under kaosset i de sidste dages krig, indtil hun blev reddet af andre modstandsfolk.
Matisses elev Rudolf Levy blev dræbt i Auschwitz i 1944.

## De sidste år

### Cut-outs
Diagnosticeret med kræft i bughulen i 1941 gennemgik Matisse operationer, som efterlod ham bundet til stol og seng. Maleri og skulpturering var blevet fysiske udfordringer, så han vendte sig mod et nye medie. Med hjælp fra assistenter begyndte han at skabe udskårne papircollager eller decoupage. Han skar papirark ud, formalet med gouache af hans assistenter, i forskellige former af varierende farve og størrelse og arrangerede disse i livlige kompositioner. Til at begynde med var disse stykker ydmyge i størrelse men blev på sigt til vægmalerier eller værker på størrelse med værelser. Resultatet var en tydelig og dimensionel kompleksitet - en kunstform som hverken var maleri eller skulptur.
Selvom papir cut-out var Matisses primære medie i det sidste årti af hans liv, var hans første dokumenterede brug af denne teknik allerede i 1919 i indretningsdesignet til Le chant du rossignol, en opera skabt af Igor Stravinsky. Albert C. Barnes arrangerede, at papskabeloner skulle fremstilles ud fra væggenes utraditionelle dimensioner, hvorpå hvilke Matisse fikserede kompositionen af malede papirformer i sit atelier i Nice.
En anden gruppe cut-outs blev lavet mellem 1937-1939, imens Matisse arbejdede på scenekulisserne og -kostumerne til Sergei Diaghilevs Ballets Russes. Det var dog kun efter hans operation, at Matisse sengeliggende begyndte at udvikle cut-out teknikken i sin egen form, snarere end dens tidligere nyttebaserede brug.
Han flyttede til Vences bakketop i 1943, hvor han skabte sit første større cut-out projekt til kunstbogen Jazz. Disse cut-outs var dog tænkt som designs for stencilprints, som skulle ses i bogen, snarere end at være uafhængige billedværker. På dette tidspunkt anså Matisse stadig cut-outs for at være adskilt fra hans primære kunstform. Hans nye forståelse for mediet udfolder sig sammen med 1946-introduktionen til Jazz. Efter at have opsummeret sin karriere, refererer Matisse til mulighederne som cut-out teknikken tilbyder og insisterer på, at “En kunstner må aldrig være sin egen fange, fange af stil, fange af ry, fange af succes...”
Antallet af uafhængigt udtænkte cut-outs voksede støt efter Jazz og førte til sidst til skabelsen af værker store som vægge, såsom Oceania the Sky og Oceania the Sea fra 1946. Under Matisses ledelse fastgjorde atelierassistenten Lydia Delectorskaya løst silhuetterne af fugle, fisk og havplanter direkte på rummets vægge. Som hans første cut-out i denne målestok trak de to Oceania værker tråde tilbage til en rejse til Tahiti, som han foretog år forinden.

### Kapellet og museet
I 1948 begyndte Matisse at forberede designs til Chapelle du Rosaire de Vence, som tillod ham at udvide denne teknik inden for en udpræget dekorativ kontekst. Oplevelsen med at designe kapellets vinduer, messehagel og tabernakel - alle planlagt ved at bruge cut-outs metoden - havde den effekt at styrke mediet som hans primære fokus. Da han færdiggjorde sit sidste maleri i 1951 (og sidste skulptur året før), anvendte Matisse papir cut-out som sit eneste udtryksmiddel frem til sin død. Kapellet i Vence blev indviet i 1951, og Matisse kunne nu vise sin udsmykning frem.
Projektet var et resultat af det tætte venskab imellem Matisse og Bourgeois, nu søster Jacques-Marie, til trods for hans ateistiske synspunkter. De mødtes igen i Vence og påbegyndte samarbejdet; en historie udfoldet i hendes bog fra 1992, Henri Matisse: La Chapelle de Vence og i dokumentaren: "A Model for Matisse" fra 2003.
I 1952 etablerede Matisse et museum dedikeret til sit eget livsværk, Matisse Museet i Le Cateau, og dette museum indeholder nu den tredjestørste Matisse samling i Frankrig.
Ifølge David Rockefeller var Matisses sidste værk designet af et vindue med farvet glas i Pocantico Hills Union Church nær Rockefeller ejendommen nord for New York City. “Det var hans sidste kunstneriske værk; udkastet hertil hang på hans soveværelsesvæg, da han døde i november 1954”, skriver Rockefeller. Installationen blev færdiggjort i 1956.
Matisse døde af et hjerteanfald d. 3 november 1954, 84 år gammel. Han er begravet på kirkegården tilhørende Monastère Notre Dame de Cimiez, nær Nice.

## Arv
Det første af Matisses malerier erhvervet af en offentlig samling var Still Life with Geraniums (1910), udstillet i Pinakothek der Moderne.
Hans The Plum Blossoms (1948) blev købt d. 8 september 2005 af Museum of Modern Art af Henry Kravis og den nye præsident for museet, Marie-Josée Drouin. Den estimerede pris var 25 millioner amerikanske dollars. Maleriet var ikke blevet set af offentligheden siden 1970. I 2009 solgtes Matisse skulpturen Reclining Nude I (Dawn) for 9.2 millioner amerikanske dollars, en rekord for en af Matisses skulpturer.
Matisses datter Marguerite hjalp ofte forskere med indsigt i hans arbejdsmetoder og hans værker. Hun døde i 1982, imens hun var ved at samle et katalog over sin faders værk.
Matisses søn Pierre Matisse åbnede et kunstgalleri i New York i 1930’erne. Pierre Matisse galleriet var aktivt fra 1931-1989 og repræsenterede og udstillede mange europæiske kunstnere samt et par amerikanere og canadiere, ofte vist for første gang i New York. Han udstillede Joan Miró, Marc Chagall, Alberto Giacometti, Jean Dubuffet, André Derain, Yves Tanguy, Le Corbusier, Paul Delvaux, Wifredo Lam, Jean-Paul Riopelle, Balthus, Leonora Carrington, Zao Wou Ki, Sam Francis, skulptørerne Theodore Roszak, Raymond Mason og Reg Butler samt adskillige andre vigtige kunstnere, inklusiv værker af sin fader Henri Matisse.
Henri Matisses barnebarn, Paul Matisse er kunstner og opfinder bosat i Massachusetts. Matisses oldebarn, Sophie Matisse er også en aktiv kunstner.

## Udstillinger i de seneste år
Udstillingen Henri Matisse: The Cut-Outs var udstillet i Londons Tate Modern, fra april til september 2014. Udstillingen var den største og mest omfattende af cut-outs nogensinde stablet på benene, og den inkluderede omkring 100 papirskitser - lånt fra internationale offentlige og private samlinger - såvel som en samling af relaterede tegninger, prints, illustrerede bøger, farvet glas og tekstiler. Samlet set indeholdt udstillingen 130 værker, som strakte sig over hans praksis fra 1937 til 1954. Udstillingen på Tate Modern var den første af sin art, der tiltrak mere end en halv million mennesker.
Udstillingen rejste da til New Yorks Museum of Modern Art, hvor den vistes fra september 2014 til februar 2015. Det ny-restaurerede cut-out The Swimming Pool, som tidligere havde været utilgængeligt i mere end 20 år, vendte tilbage til museerne som udstillingens hovedværk.